# 12562 Briangrazer
12562 Briangrazer (1998 SP36) là một tiểu hành tinh vành đai chính được Spacewatch phát hiện vào ngày 19 tháng 9 năm 1998 tại Kitt Peak. 